# Tellement j'ai d'amour pour toi
„Tellement j'ai d'amour pour toi” este un cântec al interpretei de origine canadiene Celine Dion. Acesta a fost scris de Eddy Marnay și Hubert Giraud și inclus pe cel de-al doilea album de studio al artistei. Discul single a atins poziția cu numărul 3 în clasamentul din Quebec, devenind primul cântec ce se clasează în top 10.

## Lista melodiilor
Canadian 7" single
1. „Tellement j'ai d'amour pour toi” – 3:01
2. „Ecoutez-moi” – 3:07

## Clasamente
| Clasament            | Poziția maximă |
| -------------------- | -------------- |
| Quebec Singles Chart | 3              |

1. ↑  „Quebec Singles Chart”. Arhivat din original la 28 septembrie 2011. Accesat în 2 februarie 2009.